# こんな女に誰がした
『こんな女に誰がした』（こんなおんなにたれがした）は、1949年（昭和24年）、山本薩夫が監督し、東横映画が製作、大映が配給して公開した日本の長篇劇映画である。

## 略歴・概要
第二次世界大戦後、従来興行会社であった東横映画が大映との協定を結び、1947年（昭和22年）、「大映第二撮影所」（現在の東映京都撮影所）を借りて同撮影所を「東横映画撮影所」とし、製作を開始、3年目に製作された現代劇が本作である。本作の題名「こんな女に誰がした」は、1947年10月にテイチクレコード（現在のテイチクエンタテインメント）が菊池章子の歌唱を録音して売り出したレコード『星の流れに』のラストフレーズであり、本作が製作された年の春ごろにヒットの兆しがあったとされる。前年1948年（昭和23年）8月10日に東宝が配給して公開された、太泉スタヂオ（現在の東映東京撮影所）が製作した映画『肉体の門』でも、『星の流れに』は挿入歌に使用されていた。
伊藤武郎は日本映画演劇労働組合（日映演）初代委員長であり、東宝争議をめぐって最終的に東宝を退社した人物である。主演の岸旗江、伊豆肇は、1946年（昭和21年）11月、争議を原因に「十人の旗の会」を結成して労働組合を脱退したメンバーである。築地小劇場の土方与志、劇団民藝の宇野重吉、清水将夫、滝沢修らの舞台俳優が出演している。
本作に「映倫番号」が付されているのは、公開直前の同年6月14日に「映画倫理規程管理委員会」（旧映倫）が結成されたからで、1954年（昭和29年）8月まではレイティングは行われていない。東横映画を配給するために東京映画配給（現在の東映）が設立されるのは、同年10月1日なので、本作は従来通り大映が配給した。
東京国立近代美術館フィルムセンターは、本作の上映用プリント等を所蔵していない。

## 作品データ
- 製作 : 東横映画
- 上映時間 （巻数 / メートル） : 89分 （9巻 / 2,435メートル）
- フォーマット : 白黒映画 - スタンダード・サイズ（1.37:1） - 24fps - モノラル録音
- 映倫番号 : A382[2] （旧映倫）
- 公開日 :  日本 1949年7月4日
- 配給 :  大映

## スタッフ
- 製作 : 牧野満男
- 企画 : 伊藤武郎
- 脚本 : 八木保太郎、棚田吾郎、舟橋和郎
- 監督 : 山本薩夫
- 撮影 : 木塚誠一
- 照明 : 西川鶴三
- 美術 : 堀保治
- 録音 : 東城絹児郎
- 音楽 : 飯田信夫

## キャスト
- 岸旗江 - 「ウタ子」役
- 伊豆肇 - 「塩沢一郎」役
- 沼崎勳 - 「瀬戸」役
- 千石規子 - 「派出看護婦会の女A」役
- 原泉子 - 「一郎の母」役
- 英百合子

- 常盤操子 - 「引揚船の中年婦人」役
- 秋庭米子 - 「由美子」役
- 瀧登紀子 - 「小池チカ子」役
- 沼田曜一 - 「研究所の小使」役
- 水原通子 - 「派出看護婦会の女B」役
- 西村秀子 - 「派出看護婦会の女C」役
- 千原由紀

- 土方与志 - 「一郎の父」役
- 宇野重吉 （民芸）
- 清水将夫 （民芸） - 「小池の夫」役
- 滝沢修 （民芸） - 「刑事」役

- 林春子 - 「塩沢家女中フサ」役
- 杉義一 - 「瑞穂商事の事務員A」役
- 月京介 - 「瑞穂商事の事務員B」役
- 小田切ふみ子 - 「給仕」役